# Saint-Liboire
Saint-Liboire è un comune del Canada, situato nella provincia del Québec, nella regione di Montérégie.